# Kapuzendrossel
Die Kapuzendrossel (Turdus olivater) ist eine Drosselart, die in acht Unterarten in Kolumbien, Venezuela, Guyana, Suriname und Brasilien vorkommt.

## Beschreibung
Die Kapuzendrossel erreicht eine Größe von 23 bis 24 Zentimetern. Beim Männchen der Nominatform Turdus olivater olivater sind Kapuze, Kehle und Brust schwarz. Der Schnabel, die Iris und der Augenring sind gelb. Die Beine sind gelb bis stumpf gelblichbraun. Die Oberseite ist stumpf olivenbraun. Die Unterseite ist ockerfarben. Beim Weibchen ist die Kapuze bei allen Unterarten stumpfbraun. Der Schnabel ist gelb. Die Unterseite ist ockerfarben.
Das Männchen der Tepui-Rasse Turdus olivater kemptoni aus Venezuela zeigt eine rostbraune Gefiederfärbung und einen schwarz gesprenkelten Brustlatz. Beim Männchen der Unterart Turdus olivater caucae aus Valle del Cauca ist die Kapuze schwarz. Die Kehle ist schwarz gestrichelt. Die Unterseite ist sandfarben ohne Ockerton.

## Unterarten und ihre Verbreitung
Folgende Unterarten werden unterschieden:
- Turdus olivater sanctaemartae (Todd, 1913) – Verbreitung: Santa-Marta-Gebirge (nordöstliches Kolumbien)
- Turdus olivater olivater (Lafresnaye, 1848) – Verbreitung: östliches Kolumbien und Küstengebirge im nördlichen Venezuela
- Turdus olivater caucae (Chapman, 1914) – Verbreitung: südwestliches Kolumbien (Valle del Cauca)
- Turdus olivater paraquensis (Phelps & Phelps, Jr, 1946) – Verbreitung: Tepuis im südlichen Venezuela (Cerro Paraque)
- Turdus olivater kemptoni (Phelps & Phelps, Jr, 1955) – Verbreitung: Tepuis im südlichen Venezuela (Cerro de la Neblina)
- Turdus olivater duidae (Chapman, 1929) – Verbreitung: Tepuis im südlichen Venezuela (Mt. Duida)
- Turdus olivater roraimae (Salvin & Godman, 1884) – Verbreitung: Tepuis im südlichen Venezuela (südliches Bolívar), südliches Guyana, Suriname, nördliches Brasilien
- Turdus olivater ptaritepui (Phelps & Phelps, Jr, 1946) – Verbreitung: Tepuis im südlichen Venezuela (Mt. Ptari-tepui)

## Lebensraum und Lebensweise
Die Kapuzendrossel bewohnt das Blätterdach von Regenwäldern, die Grenze zwischen Feuchtwäldern und Sekundärwäldern sowie Plantagen. Sie ist scheuer als andere in den Wäldern vorkommende Drosselarten.

## Status
Turdus olivater caucae ist eine wenig erforschte Unterart, von der bisher nur wenige Exemplare entdeckt wurden. Der Lebensraum in Valle del Cauca ist durch Entwaldung stark zerstört worden. Alle anderen Unterarten sind häufig und nicht gefährdet.